# Osminia exigua
Osminia exigua is een vlinder uit de familie wespvlinders (Sesiidae), onderfamilie Sesiinae.
Osminia exigua is voor het eerst wetenschappelijk beschreven door Eichlin in 1998. De soort komt voor in het Neotropisch gebied.